# San Ignacio (Paraguay)
San Ignacio ist eine Stadt und Distrikt im Departamento Misiones in Paraguay 225 km von Asunción. Die Stadt hat etwa 19.100 Einwohner, im gesamten Distrikt lebt eine Bevölkerung von 50.468 Einwohnern. Sie wird als die Hauptstadt des Hispano-Guaraní-Barocks bezeichnet.

## Geschichte
Der Ort wurde am 29. Dezember 1609 als „San Ignacio Guazú“ von Jesuitenpatern gegründet. Es war die erste Jesuitenmission in Paraguay. Von hier strömten die Prediger aus, um andere Missionen wie Santa Rosa, Santiago, Santa María, San Cosme y Damián oder Encarnación zu gründen. Die Jesuiten wurden jedoch 1768 wieder vertrieben. Im Jahr 1966 siedelten sich elf Familien deutschstämmiger Mennoniten aus Kanada auf 600 Hektar Land nahe der Stadt San Ignacio in der Kolonie Reinfeld an, die Landwirtschaft betreiben. Die Kolonie war 1996 auf 140 Personen angewachsen.

## Wirtschaft und Verkehr
Es wird vorwiegend Landwirtschaft und Viehzucht betrieben. Die Haupterzeugnisse sind Reis, Soja und Mais.
San Ignacio wird von der Ruta 1 von Asunción nach	Encarnación durchquert. Von dieser zweigt die Ruta 4, die hier beginnt, nach Paso de Patria ab.

## Bildung
Im Ort gibt es mehrere Universitäten:
- Universidad Católica de Nuestra Sra. de la Asunción
- Universidad Nacional del Pilar
- Universidad Politécnica y Artística del Paraguay (UPAP)
- Universidad María Auxiliadora (UMAX)
- Universidad Autónoma del Sur (UNASUR)

## Persönlichkeiten der Stadt
- Carlos Guirland (* 1968), Fußballspieler